# World Professional Darts Championship 1989
De Embassy World Professional Darts Championship 1989 was de 12e editie van het internationale dartstoernooi World Professional Darts Championship georganiseerd door de BDO en werd gehouden van 6 januari 1989 tot en met 14 januari 1989 in het Engelse Frimley Green.

## Prijzengeld
Het totale prijzengeld bedroeg £86.900,- (plus £52.000 voor een 9-darter (niet gewonnen)) en was als volgt verdeeld:
| Plaats                | Prijzengeld |
| --------------------- | ----------- |
| Winnaar               | £20.000     |
| Runner-up             | £10.000     |
| Halvefinalist         | £5.000      |
| Kwartfinalist         | £2.600      |
| 2e ronde              | £1.900      |
| 1e ronde              | £1.200      |
| Niet-gekwalificeerden | £275        |

Degene met de hoogste check-out (uitgooi) kreeg £1.000:
- onbekend

## Alle wedstrijden

### Vorronde (best of 5 sets)
| Wayne Weening         | Australië     | - | Marcello Buess   | Brazilië      | 3 - 2 |
| Ken Summers           | Engeland      | - | Ellis Elsevijf   | Nederland     | 3 - 2 |
| Leo Laurens           | België        | - | Roland Wensveen  | Nederland     | 3 - 1 |
| Rick Ney              | USA           | - | Barry Twomlow    | Engeland      | 3 - 2 |
| Bob Sinnaeve          | Canada        | - | St-Ledger Hunt   | Zimbabwe      | 3 - 2 |
| Alan Warriner         | Engeland      | - | Wayne Orange     | Zimbabwe      | 3 - 1 |
| Arnie Bunn            | Engeland      | - | Dale Frampton    | Nieuw-Zeeland | 3 - 1 |
| Paul Reynolds         | Engeland      | - | Mick Hogg        | Ierland       | 3 - 2 |
| Trevor Nurse          | Schotland     | - | James Mukabrie   | Oeganda       | 3 - 0 |
| Peter McDonald        | Schotland     | - | Brian Ledeboer   | Zimbabwe      | 3 - 2 |
| Paul Lim              | Singapore     | - | Stephen Nyandoko | Zimbabwe      | 3 - 2 |
| Chris Johns           | Wales         | - | John Opio        | Oeganda       | 3 - 0 |
| Chris Whiting         | Engeland      | - | Carlos Porto     | Brazilië      | 3 - 2 |
| Dennis Hickling       | Engeland      | - | Hiroshi Watanobe | Japan         | 3 - 1 |
| Bert Vlaardingerbroek | Nederland     | - | Mario Portela    | Brazilië      | 3 - 0 |
| Eric Burden           | Wales         | - | Steve Brown      | USA           | 3 - 2 |
| Lars Erik Karlsson    | Zweden        | - | Wilson Downes    | Nieuw-Zeeland | 3 - 1 |
| Tony Payne            | USA           | - | Tony O'Neill     | Ierland       | 3 - 2 |
| Ray Farrell           | Noord-Ierland | - | James Abili      | Oeganda       | 3 - 0 |
| John Fallowfield      | Canada        | - | David Olemunyang | Oeganda       | 3 - 0 |

### Eerste ronde (best of 5 sets)
| Wayne Weening      | Australië | - | Cliff Lazarenko       | Engeland      | 3 - 1 |
| Bob Anderson       | Engeland  | - | Ken Summers           | Engeland      | 3 - 0 |
| Rick Ney           | USA       | - | Leo Laurens           | België        | 3 - 1 |
| Dave Whitcombe     | Engeland  | - | Bob Sinnaeve          | Canada        | 3 - 0 |
| Alan Warriner      | Engeland  | - | Arnie Bunn            | Engeland      | 3 - 0 |
| Jocky Wilson       | Schotland | - | Paul Reynolds         | Engeland      | 3 - 0 |
| Magnus Caris       | Zweden    | - | Trevor Nurse          | Schotland     | 3 - 1 |
| Mike Gregory       | Engeland  | - | Peter McDonald        | Schotland     | 3 - 0 |
| Paul Lim           | Singapore | - | Chris Johns           | Wales         | 3 - 0 |
| John Lowe          | Engeland  | - | Chris Whiting         | Engeland      | 3 - 0 |
| Dennis Hickling    | Engeland  | - | Bert Vlaardingerbroek | Nederland     | 3 - 0 |
| Russell Stewart    | Australië | - | Eric Burden           | Wales         | 3 - 1 |
| Lars Erik Karlsson | Zweden    | - | Tony Payne            | USA           | 3 - 2 |
| Peter Evison       | Engeland  | - | Ray Farrell           | Noord-Ierland | 3 - 1 |
| Steve Gittins      | Engeland  | - | Kexi Heinaharjo       | Finland       | 3 - 0 |
| Eric Bristow       | Engeland  | - | John Fallowfield      | Canada        | 3 - 1 |

### Tweede ronde (best of 5 sets)
| Wayne Weening      | Australië | - | Bob Anderson    | Engeland  | 1 - 3 |
| Rick Ney           | USA       | - | Dave Whitcombe  | Engeland  | 0 - 3 |
| Alan Warriner      | Engeland  | - | Jocky Wilson    | Schotland | 2 - 3 |
| Magnus Caris       | Zweden    | - | Mike Gregory    | Engeland  | 0 - 3 |
| Paul Lim           | Singapore | - | John Lowe       | Engeland  | 2 - 3 |
| Denis Hickling     | Engeland  | - | Russell Stewart | Australië | 3 - 0 |
| Lars Erik Karlsson | Zweden    | - | Peter Evison    | Engeland  | 0 - 3 |
| Steve Gittins      | Engeland  | - | Eric Bristow    | Engeland  | 0 - 3 |

### Kwartfinale (best of 7 sets)
| Bob Anderson | Engeland  | - | Dave Whitcombe | Engeland | 4 - 3 |
| Jocky Wilson | Schotland | - | Mike Gregory   | Engeland | 4 - 3 |
| John Lowe    | Engeland  | - | Denis Hickling | Engeland | 4 - 0 |
| Peter Evison | Engeland  | - | Eric Bristow   | Engeland | 3 - 4 |

### Halve finale (best of 9 sets)
| Bob Anderson | Engeland | - | Jocky Wilson | Schotland | 4 - 5 |
| John Lowe    | Engeland | - | Eric Bristow | Engeland  | 1 - 5 |

### Finale (best of 11 sets)
| Jocky Wilson | Schotland | - | Eric Bristow | Engeland | 6 - 4 |

World Cup Darts (WDF)

1977 · 1979 · 1981 · 1983 · 1985 · 1987 · 1989 · 1991 · 1993 · 1995 · 1997 · 1999 · 2001 · 2003 · 2005 · 2007 · 2009 · 2011 · 2013 · 2015 · 2017 · 2019 · 2021 · 2023
World Darts Championship (BDO)

1978 · 1979 · 1980 · 1981 · 1982 · 1983 · 1984 · 1985 · 1986 · 1987 · 1988 · 1989 · 1990 · 1991 · 1992 · 1993 · 1994 · 1995 · 1996 · 1997 · 1998 · 1999 · 2000 · 2001 · 2002 · 2003 · 2004 · 2005 · 2006 · 2007 · 2008 · 2009 · 2010 · 2011 · 2012 · 2013 · 2014 · 2015 · 2016 · 2017 · 2018 · 2019 · 2020
World Darts Championship (PDC)

1994 · 1995 · 1996 · 1997 · 1998 · 1999 · 2000 · 2001 · 2002 · 2003 · 2004 · 2005 · 2006 · 2007 · 2008 · 2009 · 2010 · 2011 · 2012 · 2013 · 2014 · 2015 · 2016 · 2017 · 2018 · 2019 · 2020 · 2021 · 2022 · 2023 · 2024 · 2025
World Darts Championship (WDF)

2022 · 2023 · 2024
World Seniors Darts Championship (WSDT)

2022 · 2023 · 2024 · 2025